# Свети Архангел Михаил (Осеново)
Вижте пояснителната страница за други значения на Свети Архангел Михаил.
„Свети Архангел Михаил“ е късновъзрожденска църква в банското село Осеново, България, част от Неврокопската епархия на Българската православна църква.

## История
Църквата е изградена в 1905 година на основите на по-стар храм. В нея има икони от Банската художествена школа – дело на Димитър Молеров.